# Raio de Júpiter
O raio de Júpiter ou raio Joviano (RJ ou RJup) tem um valor de 71.492 km, ou 11.2 raios da Terra (RTerra) (um raio da Terra é igual a 0.08921 RJ). O raio de Júpiter é uma unidade de comprimento usada na astronomia para descrever os raios de gigantes gasosos e alguns exoplanetas. Também é usado para descrever anãs marrons.
Em 2015, a União Astronômica Internacional definiu o raio joviano equatorial nominal para permanecer constante, independentemente das melhorias subsequentes na precisão da medição do RJ. Essa constante é definida exatamente como:
{\displaystyle {\mathcal {R}}_{\mathrm {eJ} }^{\mathrm {N} }} = 7,1492×107 m
Da mesma forma, o raio joviano polar nominal é definido para ser exatamente:
{\displaystyle {\mathcal {R}}_{\mathrm {pJ} }^{\mathrm {N} }} = 6,6854×107 m
Esses valores correspondem ao raio de Júpiter a 1 bar de pressão. O uso comum é se referir ao raio equatorial, a menos que o raio polar seja especificamente necessário.

## Comparação
| Objeto         | RJ / Robjeto | Ref           |
| -------------- | ------------ | ------------- |
| Raio lunar     | 41           |               |
| Raio terrestre | 11.209       | [ 2 ]         |
| Júpiter        | 1            | por definição |
| Raio solar     | 0.10045      |               |

Para efeito de comparação, um raio solar é equivalente a:
- 400 Raio lunar(RL)
- 109 Raio terrestre (RTerra)
- 9.735 Raio de Júpiter (RJ)